# جشمة ولد (تشهار دولي)
جشمة ولد (بالفارسية: چشمه ولد) هي قرية تقع في إيران في Chaharduli Rural District. يقدر عدد سكانها بـ 54 نسمة .